# Skye teriér
Skye teriér, také známý jako skajteriér (anglicky Skye Terrier), je skotské psí plemeno známé již z 18. století.

## Historie
Plemeno skye teriér vzniklo na ostrově Skye západně od Skotska. Také jde o jedno z nejstarších skotských plemen psů. Podle tohoto ostrova získalo plemeno i své jméno. Původní využití skye teriéra byl lov škůdců, jako byli hlodavci, ale i k vyhánění norování. Dnes je to společník. Známé je toto plemeno i díky tomu, že je to předek jorkšírských teriéru, silky teriérů a zčásti i hrubosrstých jezevčíků. Jeho vlastní předchůdci ale nejsou známi. Jedna teorie říká, že vznikl křížením ostrovních psů se španělskými plemeny. To vše se odehrávalo buďto v 18. nebo 17. století, o tom se dodnes vedou spory.
V 19. století si je velmi oblíbila královna Viktorie a tito psi se začali rozšiřovat i mimo Velkou Británii. Roku 1876 byl pak založen první chovatelský klub plemene a ten stejný rok vyšel i první oficiální standard.
Oficiální používaná zkratka v České republice je SKY. Momentálně (leden 2015) jsou v Česku tři chovatelské stanice a obliba plemene se stále rozrůstá. Plemeno zastřešuje Klub chovatelů málopočetných plemen psů.

### Známí psi

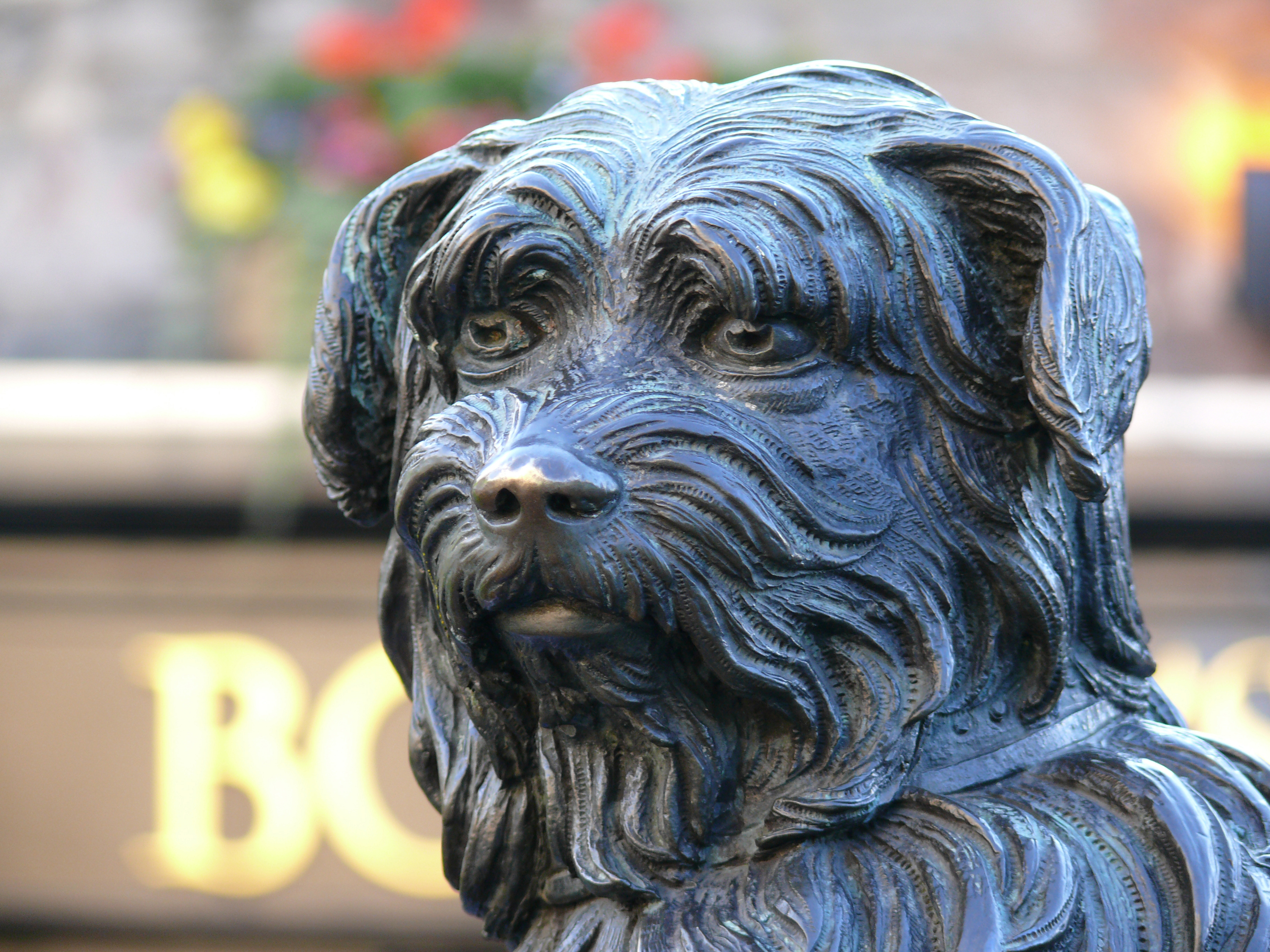
Socha Bobbyho v Edinburghu

Nejslavnější skotský pes byl Greyfriarův Bobby. Podle všeho to byl skyeteriér, nebo jeho kříženec. Vše se odehrávalo v polovině 19. století. Bobbyho majitel zemřel a jemu byl nalezen nový domov. Bobby ale každý den utíkal do oblíbené kavárny jeho majitele, kde spolu trávili hodně času. To trvalo každý den do Bobbyho čtrnácti let, kdy zemřel. Na jeho památku je v Edinburghu postavena socha.

## Povaha
Skye teriér je velice oddaný (o čemž svědčí i příběh psa Bobbyho) a změnu majitele těžko snáší. Je to pes spíše pro jednoho pána a nikoho jiného nebude poslouchat. Je nebojácný a odvážný, také dobrý hlídač. Je klidný a nezávislý. Aktivní a hbitý. Při výcviku je tvrdohlavý a několikrát si rozmyslí, jestli mu opravdu stojí za to, aby vás poslechl. K ostatním psům není moc dominantní.
S dětmi nevychází dobře a nehodí se k nim, protože po vyprovokování se může chovat agresivně. K cizím je nevraživý, ale pokud si nepřipadá ohrožený, nechová se agresivně. Má teritoriální pudy a na kolemjdoucí upozorňuje velmi hlasitě. Může mít sklony až k uštěkanosti.
Je možné jej chovat společně s jinými psy, protože není přílišně dominantní. Ovšem s velkými hospodářskými zvířaty může mít problém, protože z nich bude mít strach, což podněcuje jeho agresivní stránku.

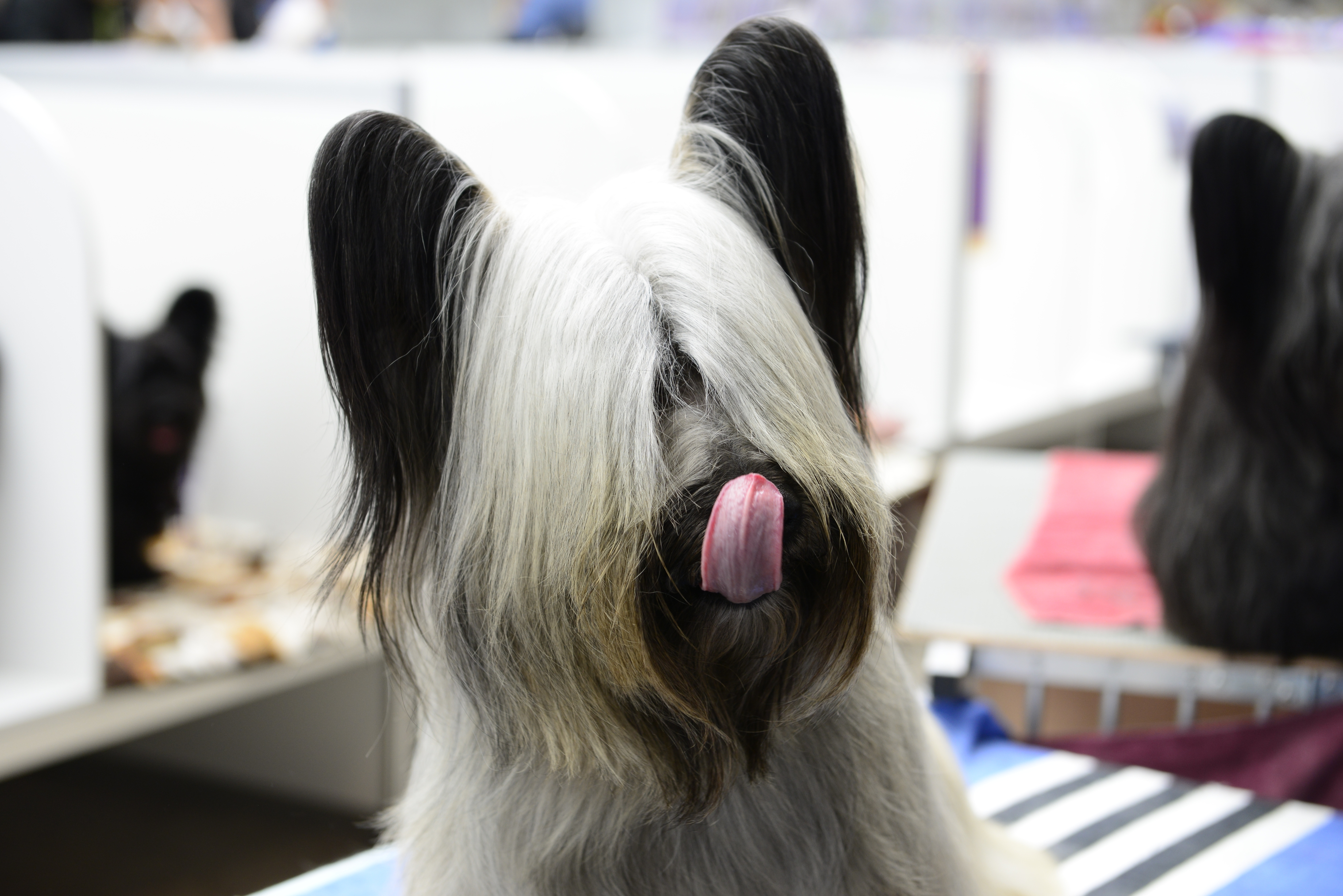

## Péče
Srst je nutné česat hřebenem s jemnými štětinkami, aby se nezničila. Tato srst se nestříhá ani netrimuje, proto je péče o ni jednoduchá. Stačí ji vyčesávat 1× týdně. Výstavní jedince je dobré pár dní před výstavou umýt šamponem. Voda ani šampon srsti nevadí.
Vyžaduje pohyb. Vhodná je pro něj chůze nebo psí sporty, jako je agility.
Výcvik, krom základních povelů, nevyžaduje. Pokud se ale majitel rozhodne, že jej bude cvičit, musí být neústupný a pořád si trvat na svém. Neměl by používat fyzické tresty. Výcvik může vést i začínající chovatel.